# Новооржицкое
Новооржицкое (укр. Новооржицьке) — посёлок, Новооржицкая поселковая община, Лубенский район, Полтавская область, Украина.
Является административным центром Новооржицкой поселковой общины.

## Географическое положение
Посёлок городского типа Новооржицкое находится на левом берегу реки Вязовец, которая через 2 км впадает в реку Слепород, выше по течению на расстоянии в 2,5 км расположено село Макаровщина,
ниже по течению примыкает село Новоселовка, на противоположном берегу — село Воронинцы.
На реке сделана небольшая запруда.

## История
На территории строящегося поселка до войны находилась село Кулешовка (Величков)
Село указано на трёхверстовке Полтавской области. Военно-топографическая карта.1869 года как хутор Величков
Посёлок строился одновременно с Оржицким сахарным заводом в 1975—1978 годы.
Официальная дата основания посёлка — июль 1979 года.
В 1981 году численность населения составляла 2,1 тыс. человек, здесь действовали сахарный завод, средняя школа, фельдшерско-акушерский пункт и библиотека.
В январе 1989 года численность населения составляла 2121 человек.
По результатам Всеукраинской переписи населения 2001 года численность населения составляла 2008 человек
По состоянию на 1 января 2013 года численность населения составляла 1891 человек.
По состоянию на 1 января 2014 года численность населения составляла 1872 человека, на 1 января 2015 года — 1845 человек, на 1 января 2016 года — 1816 человек.

## Экономика
- ООО «Оржицкий сахарный завод» (с 2013 года — ООО «Новооржицкий сахарный завод»).

## Объекты социальной сферы
- Дом культуры[5]
- Библиотека[5]
- Детский сад[10]
- Школа.

## Транспорт
- находится в 25 км от станции Лубны Южной железной дороги[4]